# 신베이시 사립 단수이 고급중학

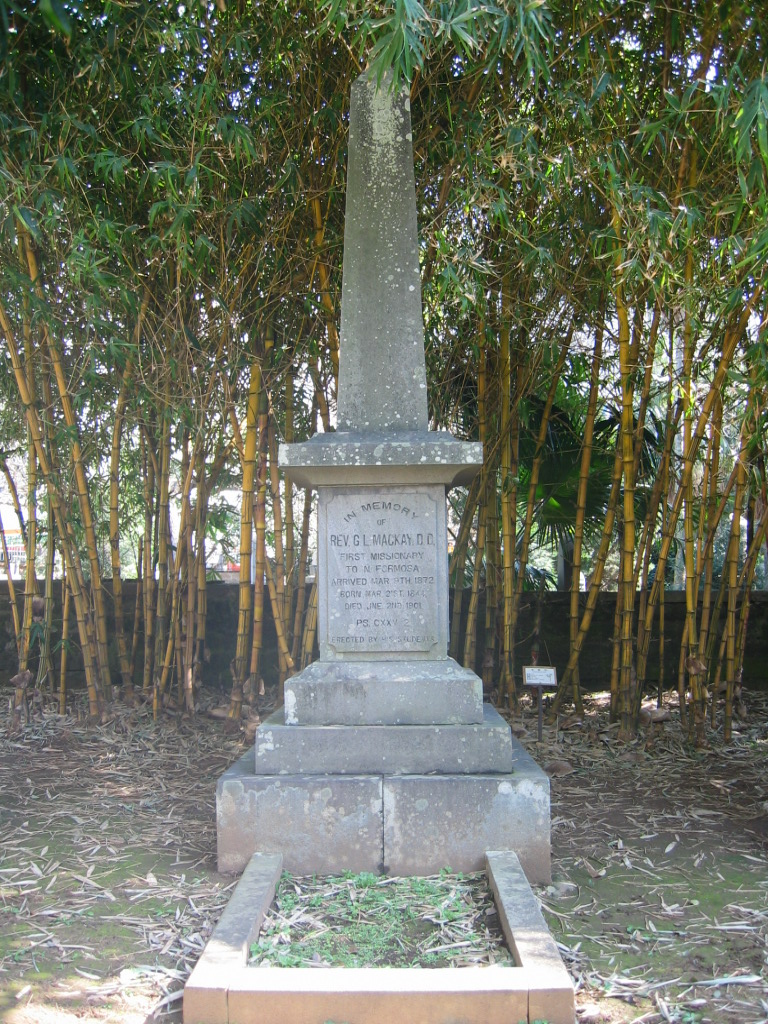
조지 맥카이의 무덤

신베이 시 사립 단수이 고급중학(新北市私立淡江高級中學)은 타이완 신베이시 단수이 구에 있는 1914년에 설립된 대만 북부 최초의 사립 고등학교다. 학교 캠퍼스 내에는 맥카이 묘지, 외국인 묘지, 경기장, 도서관, 박물관 등이 있으며, 말할 수 없는 비밀의 촬영지이기도 하다.